# 20.º Grupo de Artilharia de Campanha Leve
O 20º Grupo de Artilharia de Campanha Aeromóvel, "Grupo Bandeirante", é uma tradicional unidade militar do Exército Brasileiro, subordinado à 12.ª Brigada de Infantaria Leve (Aeromóvel) e situado na cidade de Barueri, São Paulo.

## Origens e Formação
A história do Grupo pode ser vista a partir de duas ramificações de antigas Unidades do Exército Brasileiro.
A primeira segue a do Corpo de Artilharia da Bahia de 1625, com parada em Salvador, onde recebeu diversas denominações com o passar dos anos até que, como 2º Batalhão de Artilharia a Pé, teve parada alterada para Corumbá, em 1857, tendo participação na invasão paraguaia que iniciou a Guerra da Tríplice Aliança. Em 1910, teve parada alterada para Cuiabá como 3º Batalhão de Artilharia de Posição (3º BAP). 

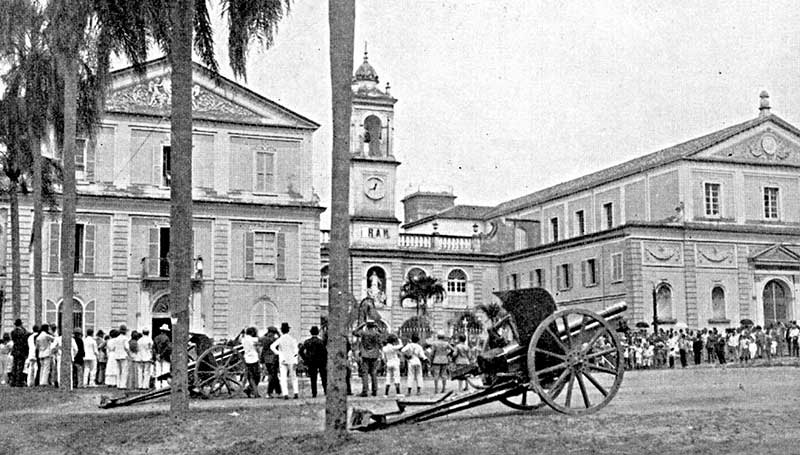
Frente do 4º Regimento de Artilharia Montado (4º RAM) em Itu (1919)

Em 23 de fevereiro de 1915, o Decreto nº 11.498, decidiu reestruturar a Força. Assim, as 4ª, 5ª e 6ª Bia do 3º BAP juntaram-se ao 6º Grupo do 2º Regimento de Artilharia Montado (6º/2º RAM) de Curitiba-PR, formando o 7º Regimento de Artilharia Montado (7º RAM) em Itu. Ali teve alterada a denominação para 4º RAM, em 1921, e 2º Regimento de Obuses 105 (2º RO 105), em 1 Jan 1951. Em março de 1973, o 2º RO 105, foi desmembrado em 2º GAC e 20º GAC. 
O 20º GAC foi ativado em 1 Jan 1977, ao ocupar as instalações do 2º Grupo de Artilharia Antiaérea em Barueri.

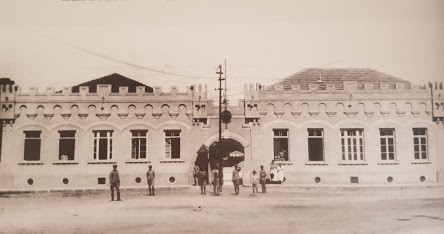
Instalação do 4º Grupo de Obuses (4º GO), Jundiaí (1915)

Na segunda ramificação, em 23 de fevereiro de 1915, ainda no projeto de reestruturação da Força, foi criado o 4º Grupo de Obuses (4º GO) em Jundiaí, com origem na Bateria de Obuseiros da 2ª Brigada Estratégica, do Mato Grosso.  
Em março de 1922, como 2º Grupo Independente de Artilharia Pesada (2º GIAP), mudou sua parada para Quitauna (Osasco) à época um bairro da cidade de São Paulo. Foi denominado 2º Grupo de Obuses (1934), 6º Grupo de Artilharia de Dorso (1938) e I/2º Regimento de Obuses Autorebocado (1943). 

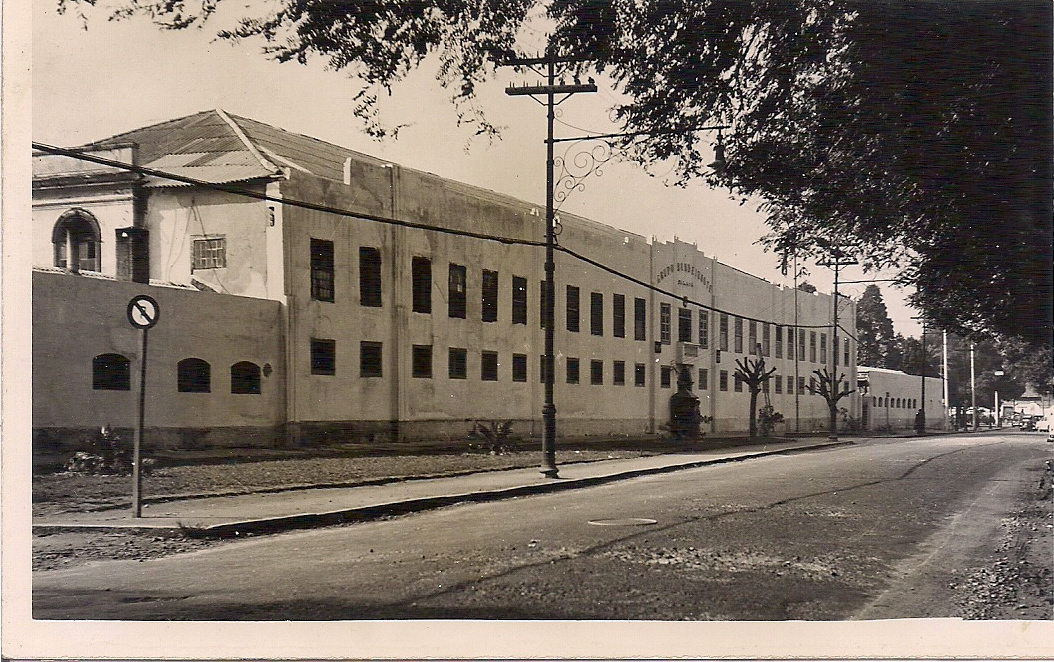
Quartel no Parque Dom Pedro II, em São Paulo (1949)

Ao integrar a Força Expedicionária Brasileira, foi chamado de III Grupo 105 FEB. Retornou vitorioso da Itália e, em 15 de maio de 1946, passou a ser chamado de I/2º Regimento de Obuses 105, com parada no Parque Dom Pedro II, São Paulo-SP, vindo em julho do mesmo ano receber a designação histórica de Grupo Bandeirante.
Teve alterado seu material e sua constituição para Artilharia Antiaérea em 1 Jan 1951, denominado  2º GCanAuAAe, trazendo em sua memória o Estandarte, Símbolo, designação e acervo históricos.     
Em 1957, ocupou as instalações em Barueri, e, em 1973, foi alterada sua denominação para 2º Grupo de Artilharia Antiaérea (2º GAAAe). Esse último foi extinto, e em 1 Jan 1977, o 20º GAC de Itu foi ativado nas instalações de Barueri, tendo sido pessoal do 2º GAAAe incorporado a esse, retornando a origem da artilharia de campanha, o que lhe permitiu herdar toda tradição histórica do III Grupo 105 FEB. 
Em 19 de junho de 1995, o Grupo passou a denominar-se 20º Grupo de Artilharia de Campanha Leve (20º GAC L), pioneiro no Exército como Unidade de artilharia de campanha aeromóvel.

## Participações em Campanhas e Conflitos
A Guerra da Tríplice Aliança iniciou em dezembro de 1864. Cinco mil paraguaios subiram o rio Paraguai e atacaram o Forte de Nova Coimbra.  Os defensores abandonaram a fortaleza e se retiraram rio acima a bordo da canhoneira Anhambaí, em direção a Corumbá. Os paraguaios avançaram rumo ao norte, tomando em janeiro de 1865, as cidades de Albuquerque, Corumbá e apreendendo a canhoneira Anhambaí. Nessa ocasião, comandava o então  o 2º Batalhão de Artilharia a Pé em Corumbáo, o Cel Carlos de Morais Camisão. Em janeiro de 1867, o Cel Camisão assumira o comando da primeira coluna que chegou de Minas Gerais para enfrentar os paraguaios. Em abril de 1867 invadiram o território paraguaio chegando até Laguna. Perseguida pela cavalaria inimiga, a coluna foi obrigada a recuar, ação que ficou conhecida como a Retirada da Laguna.

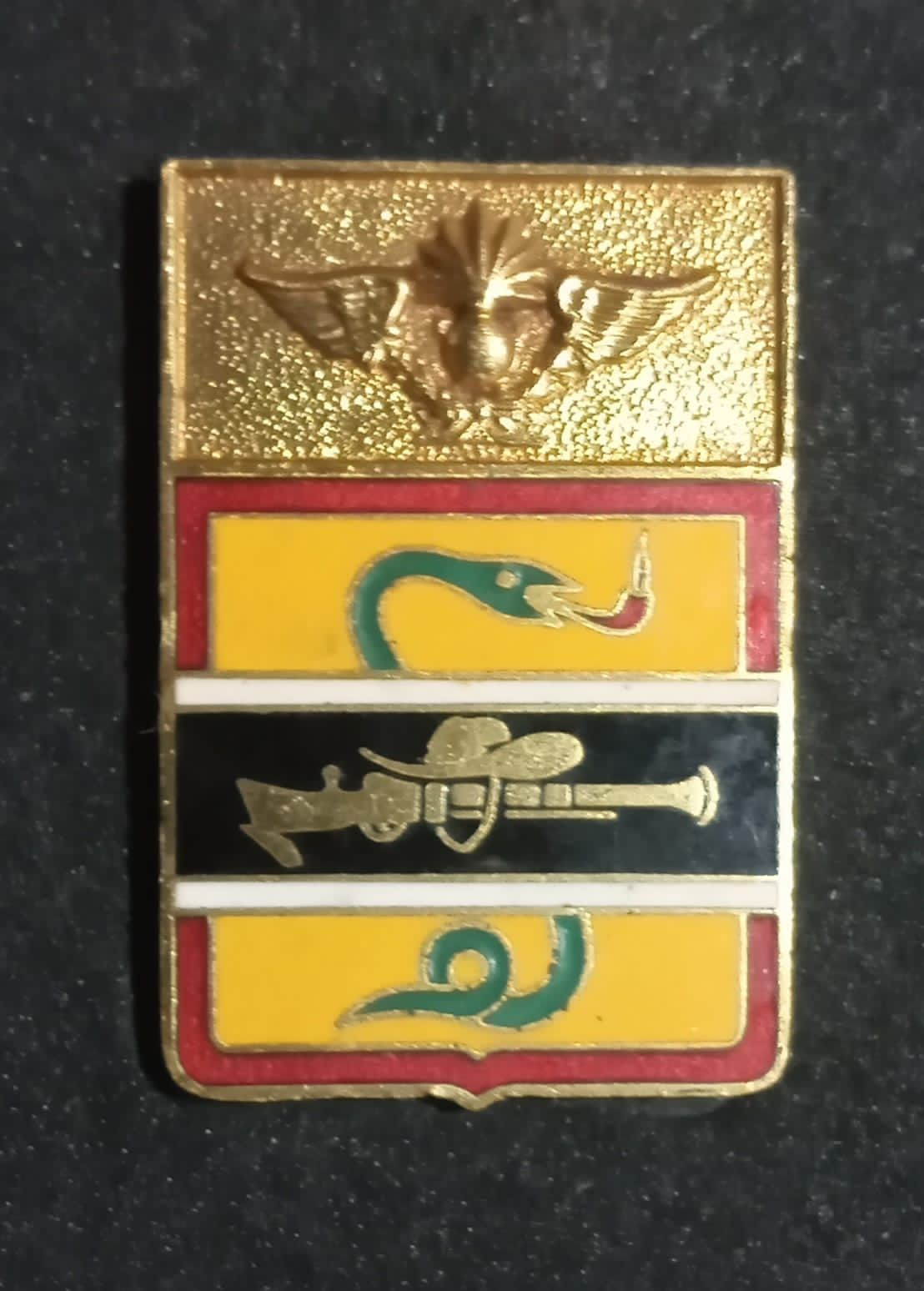
Distintivo 2º GCAnAuAAe
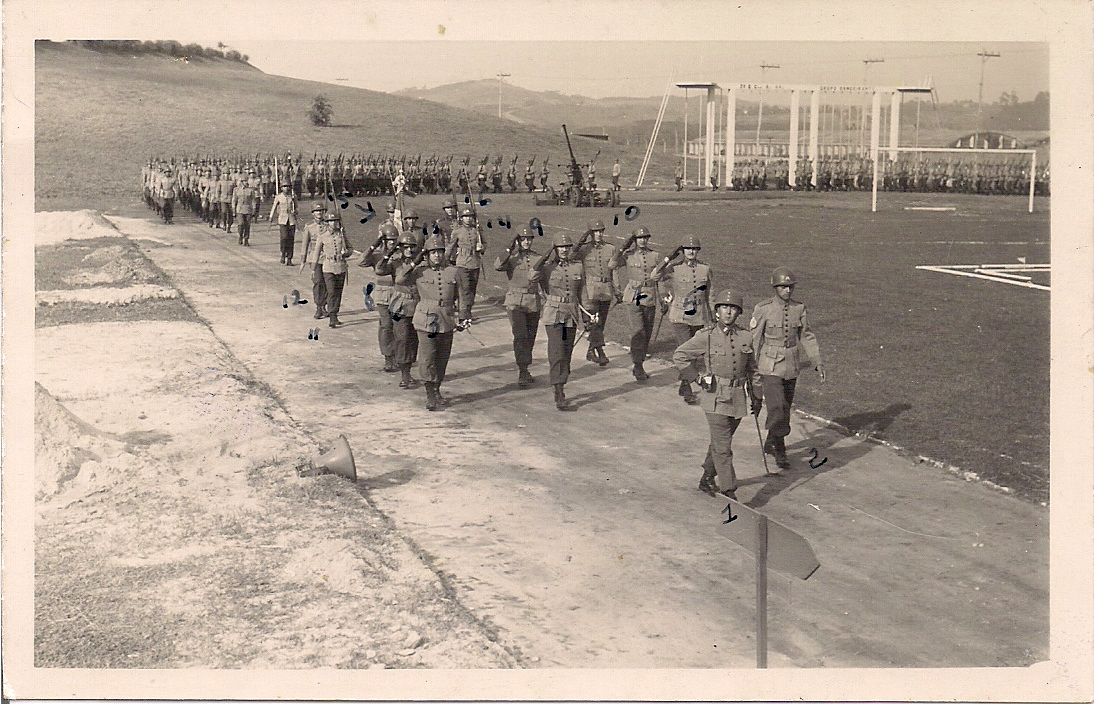
Formatura Geral no Campo, 1960
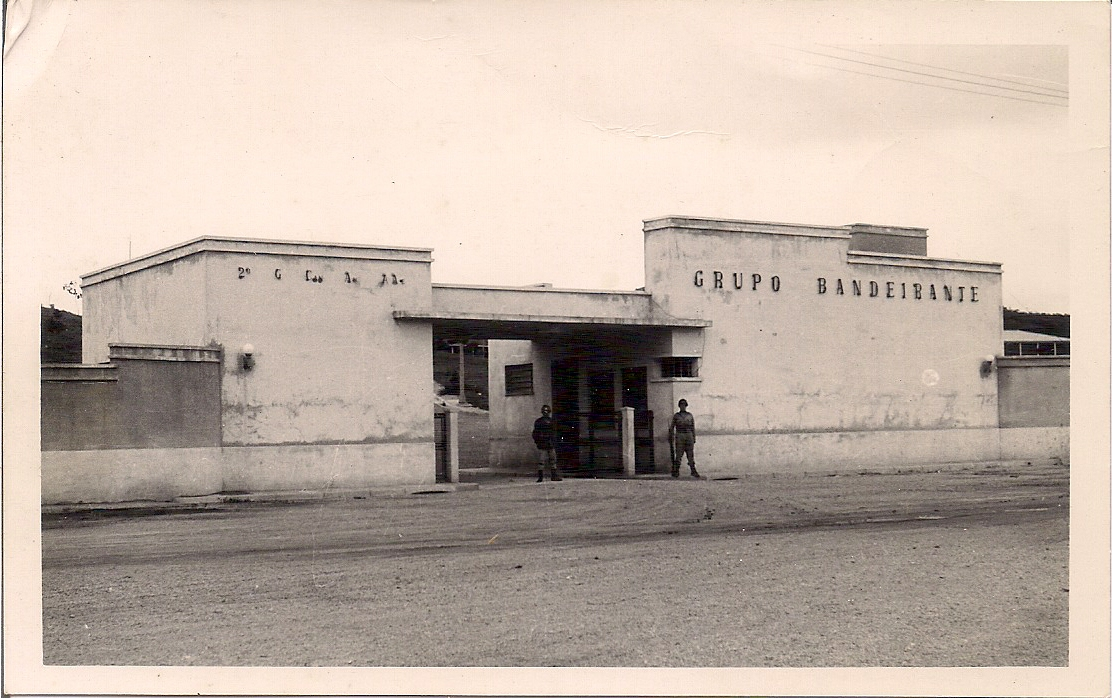
Corpo do Aquartelamento em Barueri (1959)
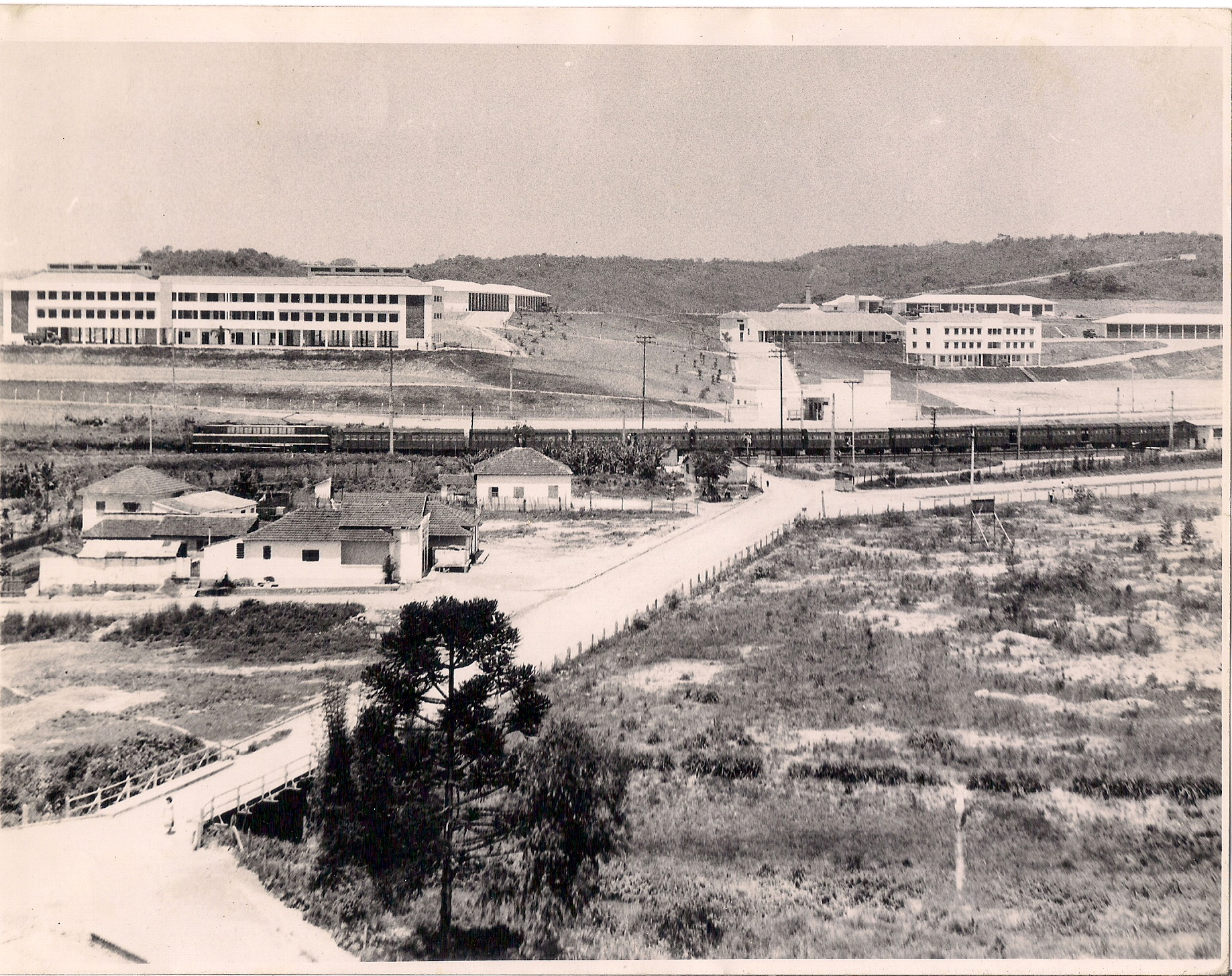
Quartel 2º G Can Au 40 em Barueri (1957)